# گراژینا ترلا
گراژینا ترلا (لهستانی: Grażyna Trela؛ زادهٔ ۱۳ مه ۱۹۵۸) بازیگر اهل لهستان است.
از فیلم‌هایی که وی در آن‌ها نقش داشته‌است، می‌توان به غسل تعمید، سرگذشت استاد تواردوفسکی، سکسمیشن وقهرمان سال اشاره نمود.